# Geografija Kolumbije
Republika Kolumbija leži večinoma na severozahodu Južne Amerike, nekatera ozemlja pa spadajo v meje Srednje Amerike. Na severozahodu meji na Panamo, na vzhodu z Venezuelo in Brazilijo, na jugu Ekvador in Peru , in si deli morske meje s Kostariko, Nikaragvo, Hondurasom, Jamajko, Haitijem in Dominikansko republiko.
Kolumbija ima površino 1.138.910 km² in je 25. največja država na svetu in četrta največja država v Južni Ameriki (za Brazilijo, Argentino in Perujem). Prebivalstvo Kolumbije ni enakomerno razporejeno in večina ljudi živi v gorskem zahodnem delu države, pa tudi ob severni obali; največ jih živi v ali blizu glavnega mesta Bogotá. Južni in vzhodni deli države so redko poseljeni, sestavljeni iz tropskega deževnega gozda in celinskih tropskih ravnic, ki vsebujejo velika posestva ali velike živinorejske farme, obrate za proizvodnjo nafte in plina, majhne kmečke skupnosti in avtohtona plemena s svojimi ozemlji. Kolumbija ima 35. največjo izključno ekonomsko cono s 808.158 km².

## Opis
Kolumbija običajno razvršča svojo geografijo v šest glavnih naravnih regij, ki predstavljajo svoje edinstvene značilnosti, od gorske regije Andov, ki si jo deli z Ekvadorjem in Venezuelo; pacifiška obalna regija, ki si jo deli s Panamo in Ekvadorjem; karibsko obalno regijo, ki si deli z Venezuelo in Panamo; Llanos (ravnine), ki si jo deli z Venezuelo; območje Amazonskega deževnega gozda, ki si ga delijo Venezuela, Brazilija, Peru in Ekvador; na otoško območje, ki obsega otoke v Atlantskem in Tihem oceanu.
World Factbook ne razlikuje med amazonsko regijo Kolumbije (pretežno džungla) in regijo Orinoquia v Kolumbiji (pretežno ravnine). Predlaga razdelitev države na štiri geografske regije: Andsko višavje, sestavljeno iz treh andskih verig in vmesnih dolinskih planot; obalna regija karibskih nižin; obalna regija pacifiških nižin, ločena od karibskih nižin z močvirji ob vznožju Panamskega prekopa in vzhodna Kolumbija, velika ravnica, ki leži vzhodno od Andov.
Glavno zahodno gorovje, Cordillera Occidental, je zmerno visoko gorovje z vrhovi, ki segajo do okoli 4600 m. Dolina reke Cauca, pomembna kmetijska regija z več velikimi mesti na svojih mejah, ločuje Cordillera Occidental od ogromne Cordillera Central. Več zasneženih vulkanov v Cordilleri Central ima vrhove, ki se dvigajo nad 5182 m. Dolina počasi tekoče in blatne reke Magdalene, glavne prometne arterije, loči Cordillero Central od glavnega vzhodnega območja Cordillera Oriental. Vrhovi Cordillere Oriental so zmerno visoki. To območje se od drugih kolumbijskih gorskih verig razlikuje po tem, da vsebuje več velikih kotlin. Na vzhodu redko poseljena, ravna do nežno valovita vzhodna nižina, imenovana llanos, pokriva skoraj 60 odstotkov celotnega ozemlja države.
Ta presek republike ne vključuje dveh kolumbijskih regij: karibske obalne nižine in Sierra Nevada de Santa Marta, obe v severnem delu države. Nižine na zahodu so večinoma močvirnate; Kolumbijci imenujejo močvirja, polna s trstjem, ciénagas. Polotok Guajira na vzhodu je semiariden (polsuh) in ga zasedajo predvsem staroselci. Sierra Nevada de Santa Marta je spektakularno trikotno zasneženo gorovje, ki se dviga nad vzhodnim delom te nižine. Tu je najvišji vrh države, imenovan Pico Cristobal Colon (5775 m).

### Andska regija
Blizu ekvadorske meje se Andi delijo na tri ločene, približno vzporedne verige, imenovane cordilleras, ki segajo proti severovzhodu skoraj do Karibskega morja. Nadmorska višina doseže več kot 5700 m, gorski vrhovi pa so trajno pokriti s snegom. Povišane kotline in planote teh gora imajo zmerno podnebje, ki zagotavlja prijetne življenjske razmere in marsikje kmetom omogoča žetev dvakrat letno. Hudourniške reke na pobočjih gora proizvajajo velik hidroelektrični potencial in dodajajo svoj volumen plovnim rekam v dolinah. V poznih 1980-ih je približno 78 % prebivalstva države živelo v andskih višavjih.
Cordillera Occidental na zahodu, Cordillera Central v središču in Cordillera Oriental na vzhodu imajo različne značilnosti. Geološko gledano Cordillera Occidental in Cordillera Central tvorita zahodno in vzhodno stran masivnega kristalinskega loka, ki se razteza od Karibskih nižin do južne meje Ekvadorja. Cordillera Oriental pa je sestavljena iz nagubanih stratificiranih kamnin, ki prekrivajo kristalinsko jedro.
Cordillera Occidental je razmeroma nizka in je najmanj poseljena od treh cordilleras. Vrhovi so le približno 2999 m nad morsko gladino in nimajo trajnega snega. Obstaja nekaj prehodov, čeprav eden, ki je približno 1519 m nad morjem, zagotavlja glavnemu mestu Cali izhod v Tihi ocean. Relativno nizka nadmorska višina omogoča gosto vegetacijo, ki je na zahodnih pobočjih resnično tropska.
Cordillera Occidental je ločena od Cordillera Central z globoko razpoko doline Cauca. Río Cauca izvira 200 km od meje z Ekvadorjem in teče skozi nekaj najboljših kmetijskih površin v državi. Ko se dve kordiljeri združita, dolina Cauca postane globoka soteska, ki sega do karibskih nižin.
Cordillera Central je najvišji gorski sistem. Njene kristalinske skale tvorijo visoko steno, posejano s zasneženimi vulkani, ki je dolga 805 km. V tem območju ni planot in ni prehodov pod 3299 m. Najvišji vrh v tem območju, Nevado del Huila, doseže 5365 m nadmorske višine. Drugi najvišji vrh je vulkan Nevado del Ruiz, ki je silovito izbruhnil 13. novembra 1985. Proti svojemu severnemu koncu se ta kordiljera loči na več vej, ki se spuščajo proti karibski obali.
Med Cordillero Central in Cordillero Oriental teče reka Magdalena. Ta 1600 kilometrov dolga reka izvira blizu točke približno 180 km severno od meje z Ekvadorjem, kjer se vzhodna in osrednja Cordillera razhajata. Njeno prostorno drenažno območje napajajo številni gorski hudourniki, ki izvirajo visoko v snežnih poljih. Reka Magdalena je običajno plovna od Karibskega morja do mesta Neiva, globoko v notranjosti, vendar je na sredini prekinjena z brzicami. Dno doline je zelo globoko; skoraj 800 km od rečnega ustja nadmorska višina ni višja od približno 300 metrov.
V Cordillera Oriental na nadmorski višini med 2500 in 2700 metri tri velike rodovitne kotline in številne majhne zagotavljajo primerna območja za poselitev in intenzivno gospodarsko proizvodnjo. V porečju Cundinamarce, kjer so Španci naleteli na regionalne Indijance ljudstvo Muisca, so evropski napadalci ustanovili mesto Santa Fe de Bogotá (današnja Bogotá) na nadmorski višini 2650 metrov.
Severno od Bogote, v gosto poseljenih kotlinah Chiquinquirá in Boyacá, so rodovitna polja, bogati rudniki in veliki industrijski obrati, ki proizvajajo velik del nacionalnega bogastva. Še bolj proti severu, kjer Cordillera Oriental blizu meje z Venezuelo nenadoma zavije proti severozahodu, se Sierra Nevada de Cocuy, najvišja točka tega območja, dvigne na 5493 metrov. V departmaju Santander so doline na zahodnih pobočjih bolj prostorne, na območju okoli Bucaramange pa je kmetijstvo intenzivno. Najsevernejša regija območja okoli Cúcute je tako robustna, da je bilo zgodovinsko tukaj prebivalcem lažje vzdrževati komunikacije in prevoz z Venezuelo kot s sosednjimi deli Kolumbije.
Osnovno površje Kolumbije je travnato in ker je blizu ekvatorja, omogoča rast številnih rastlin, podobnih tropskim.

### Karibska regija
Karibska nižina je sestavljena iz dela Kolumbije severno od namišljene črte, ki se razteza proti severovzhodu od zaliva Urabá do venezuelske meje na severnem koncu Cordillere Oriental. Polsušni polotok Guajira in Karibska puščavska pregrada Guajira–Barranquilla na skrajnem severu nista podobna preostali regiji. Na južnem delu se dviga Sierra Nevada de Santa Marta, izoliran gorski sistem z vrhovi, ki dosežejo višino več kot 5700 metrov in pobočji, ki so na splošno prestrmi za gojenje.
Karibsko nižinsko območje ima približno obliko trikotnika, katerega najdaljša stran je obala. Večina trgovine v državi poteka skozi mesta Cartagena, Barranquilla, Santa Marta in druga pristanišča, ki so ob tej pomembni obali. V notranjosti teh mest so močvirja, skriti potoki in plitva jezera, ki podpirajo plantaže banan in bombaža za glavne pridelke, nešteto majhnih kmetij in na višjih mestih živinoreje.
Mesto Cartagena je petrokemično, morsko pristanišče (prvo v državi) in turistično mesto (prvo v državi). Santa Marta je tudi pristaniško in turistično mesto, vendar je manjše v primerjavi. Barranquilla je približno 40 km od karibske obale, vendar je bolj razvito mesto, z večjim številom industrij in trgovskih prostorov, in je splošno znano po svojih usposobljenih delavcih za izdelavo vseh oblik kovinskih izdelkov in gradnjo. Njeni prebivalci imajo najvišjo izobrazbo v regiji. Mesto je znano kot izhodišče in središče razvoja regije in države: bilo je prvo mesto v državi, ki je namestilo in uporabljalo telefone, javno razsvetljavo, letalsko pošto, letala in industrijska dela.
Karibska regija se združuje in je povezana z andskim visokogorjem prek dveh velikih rečnih dolin. Za Andskim visokogorjem je po gospodarski dejavnosti druga najpomembnejša regija. V poznih 1980-ih je v tej regiji živelo približno 17 % prebivalstva države.
Regija vključuje tudi arhipelag San Andres in otoška ozemlja Kolumbije, ki jim delno nasprotuje Nikaragva. Vendar pa kolumbijska mornarica ščiti ta ozemlja z uporabo sile, kadar je to potrebno, da bi se izognili tuji invaziji. Otoki so utrjeni z dvema pomembnima bazama za obrambo in nadzor. Ti sta bili prej uporabljeni za raziskave tajnih projektov s civilno pomočjo; lokalne univerze pogosto izvajajo raziskave na področjih oceanografije in morske biologije, pa tudi na področjih biokemije, genetike in imunologije. Kolumbija je znana po napredku na medicinskih področjih v eksperimentalni kirurgiji, razvoju prsnih vsadkov ali protetike in imunologije. Ti objekti služijo kot zadrževalni in varni eksperimentalni laboratoriji, ki dopolnjujejo laboratorije v mestu Barranquilla in drugih nerazkritih lokacijah na obalnih ozemljih.
Nekateri menijo, da je Otoška regija geopolitična regija Kolumbije. Obsega območja zunaj celinskih ozemelj Kolumbije in vključuje departma San Andrés y Providencia v Karibskem morju ter otoka Malpelo in Gorgona v Tihem oceanu. Njihove podregije vključujejo druge skupine otokov:
- Archipiélago de San Bernardo (v zalivu Morrosquillo, Karibi).
- Islas del Rosario (Karibi)
- Isla Fuerte (Karibi)
- Isla Barú (Karibi)
- Isla Tortuguilla (Karibi)
- Isla Tierra Bomba (Karibi)

### Pacifška regija
Zahodna tretjina države je geografsko najbolj zapletena. Začnemo ob obali Tihega oceana na zahodu in se pomikamo proti vzhodu na zemljepisni širini 5 stopinj severne, naletimo na raznoliko zaporedje značilnosti. Na skrajnem zahodu so zelo ozke in prekinjene pacifiške obalne nižine, ki jih podpira Serranía de Baudó, najnižje in najožje kolumbijsko gorovje. Naslednja je široka regija nižine Río Atrato/Río San Juan.
Leta 1855 je William Kennish, inženir in veteran britanske kraljeve mornarice, ki je emigriral v ZDA in delal za newyorško podjetje, preučil območje in predlagal medoceanski rečni akvadukt in predor, ki bi povezal Rio Atrato z ustjem v Atlantski ocean, s pritoki in skozi predor in akvadukt skozi prelaz Nerqua, se izliva v Bahía Humboldt ob Tihem oceanu.
To je bila njegova alternativa kanalu, ki je bil sčasoma zgrajen bolj zahodno na pretoku tistega, kar je postalo Panama, potem ko je v začetku 20. stoletja pridobila neodvisnost. Čeprav so ZDA poslale odpravo, da bi raziskale Kennishov predlog, koncept takrat še ni bil razvit. Kolumbija je zavrnila kasnejšo ponudbo ZDA za izgradnjo kanala. Po osamosvojitvi je Panama leta 1903 sklenila pogodbo z ZDA, da bi podprla gradnjo Panamskega prekopa. Kolumbija zavzema večino severnega konca gorskega območja Andov, delno si ga deli z Venezuelo; območje se razdeli na tri veje med kolumbijsko-ekvadorsko mejo.
V 1980-ih so le trije odstotki vseh Kolumbijcev prebivali v pacifiških nižinah, regiji džungle in močvirja s precejšnjim, a malo izkoriščenim potencialom mineralov in drugih virov. Kasneje v 20. stoletju ga je ogrožalo krčenje gozdov, povezano z rudarjenjem, saj so kopanje zlata nadaljevala tako velika podjetja kot obrtni rudarji. Buenaventura je edino pristanišče katere na obali. Na vzhodu pacifiške nižine omejuje Cordillera Occidental, iz katere tečejo številne reke. Večina teče proti zahodu do Pacifika, vendar največja, plovna Atrato, teče proti severu do zaliva Urabá. Njena rečna naselja imajo dostop do glavnih atlantskih pristanišč in so posledično poslovno povezana predvsem z zaledjem karibskih nižin. Zahodno od reke Río Atrato se dviga Serranía de Baudó, izolirana veriga nizkih gora, ki zavzema velik del regije. Njena najvišja nadmorska višina je manj kot 1800 metrov, vegetacija pa spominja na okoliški tropski gozd.
Darienska vrzel ali močvirje reke Atrato v departmaju Chocó, ki meji na mejo s Panamo, je globoko blato, široko 65 kilometrov. Že leta izziva inženirje, ki želijo dokončati Panameriško cesto. Ta odsek v bližini Turba, kjer je cesta prekinjena, je znan kot Tapón del Chocó.
Predlagan je bil drugi večji transportni projekt v departmaju Chocó. Drugi medoceanski prekop bi zgradili s poglabljanjem reke Río Atrato in pritokov ter izkopavanjem prekopov za kratke dostope. Dokončanje katerega koli od teh projektov bi veliko pripomoglo k preoblikovanju te regije, čeprav bi lahko imelo uničujoče posledice za krhko okolje tropskih gozdov.

### Regija Orinoquía
Območje vzhodno od Andov obsega približno 699.300 kvadratnih kilometrov ali tri petine celotne površine države, a Kolumbijci nanj gledajo skoraj kot na tujo deželo. Regija Orinoquía je ena od petih naravnih regij Kolumbije, ki pripada porečju reke Orinoko. Pogovorno je znana tudi kot Vzhodno nižavje iz španske Llanos Orientales. Vendar se španski izraz za ravnice (llanos) lahko uporablja samo za odprte ravnice na severnem delu, zlasti za območja Piemonta blizu Cordillere Oriental, kjer se izvaja ekstenzivna živinoreja. Regija pokriva večino območja departmajev Meta, Arauca, Casanare in Vichada.
Na celotnem območju je bilo konec 1980-ih le dva odstotka prebivalstva države. 
Regija je neprekinjena z višavji, razen v departmaju Meta, kjer ima Serranía de la Macarena, obrobje Andov, edinstveno vegetacijo in divje živali, za katere se domneva, da spominjajo na tiste, ki so nekoč obstajale v Andih. Ekosistemi regije so sicer tropska savana z galerijskimi gozdovi in mokrišči ob rekah.

### Regija Amazonija
Naravna regija Amazonija v južni Kolumbiji obsega departmaje Amazonas, Caquetá, Guainía, Guaviare, Putumayo in Vaupés ter pokriva površino 483.000 km², kar je 35 % celotnega ozemlja Kolumbije. Regija je večinoma pokrita s tropskim deževnim gozdom ali džunglo, ki je del ogromnega amazonskega deževnega gozda.
Regija je na zahodnem robu omejena z vzhodnimi Andi, na vzhodu pa se razteza do venezuelske in brazilske meje. Severna meja se začne z rekama Guaviare in Vichada ter se razteza proti jugu do rek Putumayo in Amazon.
Številne velike reke vzhodne Kolumbije so plovne. Río Guaviare in pritoki na njegovem severu tečejo proti vzhodu in se izlivajo v porečje reke Orinoko, reke, ki prečka Venezuelo in se izliva v Atlantski ocean. Tiste južno od Río Guaviare se izlivajo v porečje Amazonke. Río Guaviare deli vzhodno Kolumbijo na podregijo llanos na severu in tropski deževni gozd na jugu.

## Podnebje
Osupljiva raznolikost temperatur in padavin je predvsem posledica razlik v nadmorski višini. Temperature se gibljejo od zelo vročih na morski gladini do razmeroma hladnih na višjih nadmorskih višinah, vendar se glede na letni čas malo razlikujejo. V Bogoti je na primer povprečna letna temperatura 15 °C, razlika med povprečjem najhladnejših in najtoplejših mesecev pa je manjša od 1 °C. Pomembnejše pa so dnevne spremembe temperature, od 5 °C ponoči do 17 °C podnevi.
Kolumbijci običajno opisujejo svojo državo v smislu podnebnih pasov: območje pod 900 metri nadmorske višine se imenuje vroča cona (tierra caliente), nadmorske višine med 900 in 1980 metri so zmerno območje (tierra templada), nadmorske višine od 1980 metrov do približno 3500 metrov pa predstavljajo hladno območje (tierra fría). Zgornja meja hladnega območja označuje drevesna meja in približno meja človekovega bivanja. Območja brez dreves, ki mejijo na hladno območje in segajo do približno 4500 metrov, so visoka, mračna območja (običajno imenovana páramos), nad katerimi se začne območje trajnega snega (nevado).
Približno 86 % celotne površine države leži v vročem območju. Dolg in ozek podaljšek doline reke Magdalena in majhen podaljšek v dolini reke Cauca sta vključena v vroče območje in prekinja zmerno območje Andskega visokogorja. Temperature, odvisno od nadmorske višine, se gibljejo med 24 in 38 °C, izmenjujejo se suha in mokra sezona, ki ustrezata poletju in zimi. Sape na karibski obali pa zmanjšujejo tako toploto kot padavine.
Padavine v vročem območju so najmočnejše v pacifiških nižinah in v delih vzhodne Kolumbije, kjer je dež skoraj vsakdanji pojav in prevladujejo deževni gozdovi. Padavine presegajo 7600 milimetrov letno v večini pacifiških nižin, zaradi česar je to eno najbolj vlažnih regij na svetu. Ocenjuje se, da je najvišja povprečna letna količina padavin na svetu v Lloru v Kolumbiji s 13.299 mm. V vzhodni Kolumbiji se zmanjša s 6350 milimetrov v delih andskega Piemonta na 2540 milimetrov proti vzhodu. Obsežna območja notranjosti Karibov so trajno poplavljena, bolj zaradi slabe drenaže kot zaradi zmerno močnih padavin v deževnem obdobju od maja do oktobra.
Zmerno območje pokriva približno 8 % države. To območje vključuje nižja pobočja Cordillera Oriental in Cordillera Central ter večino medgorskih dolin. Pomembni mesti Medellín (1487 metrov nmv) in Cali (1030 metrov nmv) sta na tem območju, kjer so padavine zmerne, povprečna letna temperatura pa se giblje med 19 in 24 °C, odvisno od nadmorske višine. V višjih legah tega območja imajo kmetje vsako leto dve vlažni in dve suhi sezoni; Od januarja do marca in od julija do septembra so suhe sezone.
Hladno ali mrzlo območje predstavlja približno 6 % celotne površine, vključno z nekaterimi najbolj gosto poseljenimi planotami in terasami kolumbijskih Andov; to območje podpira približno četrtino celotnega prebivalstva države. Povprečna temperatura se giblje med 10 in 19 °C, vlažne sezone pa se pojavljajo v aprilu in maju ter od septembra do decembra, kot v visokih nadmorskih višinah zmernega pasu.
Padavine so v večjem delu države zmerne do močne; močnejše padavine se pojavljajo v nižje ležečem vročem območju. Vendar pa se pojavljajo precejšnje razlike zaradi lokalnih razmer, ki vplivajo na tokove vetra, in območja na zavetrni strani polotoka Guajira prejmejo na splošno zelo malo padavin; letna količina padavin 350 milimetrov, zabeležena na tamkajšnji postaji Uribia, je najnižja v Kolumbiji. Zabeležene so znatne razlike iz leta v leto, Kolumbija pa včasih doživlja suše.
Geografske in podnebne razlike Kolumbije so se združile, da so ustvarile relativno dobro opredeljene "etnokulturne" skupine med različnimi regijami države: Costeño s karibske obale; Caucano v regiji Cauca in na pacifiški obali; Antioqueño v departmajih Antioquia, Caldas, Risaralda in Valle del Cauca; Tolimense v departmajih Tolima in Huila; Cundiboyacense v notranjih oddelkih Cundinamarca in Boyacá v Cordilleri Oriental; departmaja Santandereano in Norte de Santander in Santander; in Llanero na vzhodnih nižinah. Vsaka skupina ima posebne značilnosti, poudarke, običaje, družbene vzorce in oblike kulturnega prilagajanja podnebju in topografiji, ki jo razlikujejo od drugih skupin. Tudi ob hitri urbanizaciji in modernizaciji sta regionalizem in regionalna identifikacija še naprej pomembni referenčni točki, čeprav sta bila v 1980-ih nekoliko manj izrazita kot v 19. in začetku 20. stoletja.
Na podnebja vpliva tudi bližina ekvatorju. Nižinska območja so nenehno vroča. Nadmorska višina močno vpliva na temperaturo. Temperature se znižajo za približno 3,5 °F na vsakih 305 m dviga nadmorske višine. Padavine se razlikujejo glede na lokacijo v Kolumbiji in se nagibajo k povečanju, ko se potuje proti jugu. To še posebej velja v vzhodnih nižinah. Na primer, količina padavin v delih polotoka Guajira redko preseže 762 mm na leto. Vendar pa je deževni jugovzhod Kolumbije pogosto namočen z več kot 5080 mm dežja na leto. Padavine v večini ostale države so med tema dvema ekstremoma.

## Rastlinstvo
Nadmorska višina vpliva ne le na temperaturo, ampak tudi na vegetacijo. Pravzaprav je nadmorska višina eden najpomembnejših vplivov na vegetacijske vzorce v Kolumbiji. Gorske dele države lahko glede na nadmorsko višino razdelimo na več vegetacijskih območij, čeprav se višinske meje posameznega območja lahko nekoliko razlikujejo glede na zemljepisno širino.
Tierra caliente (vroča dežela), pod 1000 m, je območje tropskih pridelkov, kot so banane. Tierra templada (zemlja zmernih razmer), ki se razteza od 1000 do 2000 m nadmorske višine, je območje kavovca in koruze. Pšenica in krompir prevladujeta v tierra fría (hladni deželi), na nadmorski višini od 2000 do 3200 m. V zona forestada (gozdna cona), ki je med 3200 in 4000 m, je bilo veliko dreves posekanih za drva. Pašniki brez dreves prevladujejo v páramosu ali alpskem travniku na nadmorski višini od 4000 do 4500 m. Nad 4500 m, kjer so temperature pod lediščem, je tierra helada, območje trajnega snega in ledu.
Vegetacija se odziva tudi na vzorce padavin. Na polsušnem severovzhodu prevladuje grmičev gozd z razpršenimi drevesi in grmovjem. Na jugu vegetacija savane (tropsko travinje) pokriva kolumbijski del llanosov. Deževna območja na jugovzhodu so prekrita s tropskim deževnim gozdom. V gorah pegasti vzorci padavin v alpskih območjih otežujejo vegetacijske vzorce. Deževna stran gore je lahko bujna in zelena, medtem ko je druga stran, v padavinski senci, lahko suha.

## Relief
Andsko območje v Kolumbiji poteka od jugozahoda (meja z Ekvadorjem) proti severovzhodu (meja z Venezuelo) in je v Kolumbijskem masivu (Macizo Colombiano) razdeljeno na tri verige (vzhodni Andi, osrednji Andi in zahodni Andi), ki tvorijo dve dolgi dolini, dolina reke Magdalena in dolina reke Cauca, ki sledita istoimenskima rekama.
Vzhodna polovica Kolumbije, ki obsega več kot polovico njenega ozemlja, je ravninska in jo sestavljajo savana in deževni gozd, ki ga prečkajo reke, ki pripadajo porečju Amazonke in Orinoka. Severni del, imenovan Llanos, je regija savane, večinoma v porečju Orinoka (zato se imenuje tudi Orinoquía). Južni del pokriva amazonski deževni gozd in večinoma spada v porečje Amazonke. Običajno se imenuje Amazonía.
Na severu in zahodu Andov je nekaj obalnih ravnic. Karibske nižine na severu in pacifiške nižine na zahodu.
Nedavna globalna analiza daljinskega zaznavanja je pokazala, da je v Kolumbiji 553 km² plimskih ravnin, s čimer je država na 46. mestu glede na območje plimovanja.
Kolumbijske pacifiške nižine so med najbolj deževnimi deli na svetu, predvsem na severu (Chocó).
Najvišja gora v Kolumbiji ni v Andih, ampak v karibski nižini: Sierra Nevada de Santa Marta z najvišjimi točkami, imenovanima Pico Cristobal Colon (5775 m) in Pico Simon Bolivar (enaka nadmorska višina). Druge gore v karibski nižini vključujejo Montes de María in Serranía de San Lucas.
V pacifiških nižinah so druge gorske formacije, predvsem Serranía del Darién in Serranía del Baudó.
V vzhodni regiji je Serranía de la Macarena in obstajajo formacije, ki pripadajo Gvajanskemu ščitu.

## Zavarovana območja
Zavarovana območja Kolumbije so združena v nacionalni sistem zavarovanih območij. Od leta 2018 obstaja 59 nacionalno zaščitenih območij, ki pokrivajo približno 169.545 km2 in predstavljajo več kot 14 % površine države.
Sistem narodnega naravnega parka je razdeljen na naslednje kategorije:
- Narodni naravni parki (Parque Natural Nacional - PNN): 43
- Zavetišča favne in flore (Sanctuario de Flora y Fauna - SFF): 12
- Nacionalni naravni rezervati (Reserva Natural Nacional - RNN): 2
- Edinstvena naravna območja (Área Natural Única - ANU): 1
- Cestni park (Vía Parque): 1

## Naravni viri
Naravni viri Kolumbije so raznoliki in obsežni, večina njenega ozemlja in oceanov pa še vedno ni raziskana. Kolumbija ima enega največjih odprtih rudnikov premoga na svetu v regiji Cerrejon na polotoku Guajira. Ima tudi naftne ploščadi in črpanje zemeljskega plina na vzhodnih ravnicah. Kolumbija je glavni proizvajalec smaragdov in pomemben udeleženec pri pridobivanju zlata, srebra, železa, soli, platine, nafte, niklja, bakra, hidroenergije in urana.

## Okoljska vprašanja
Glavna okoljska vprašanja, ki vplivajo na Kolumbijo, so krčenje gozdov; škoda kakovosti tal in vode zaradi prekomerne uporabe pesticidov; onesnaževanje zraka, zlasti v Bogoti, zaradi emisij vozil in drugih velikih mest. Kolateralna škoda, ki so jo povzročili napadi na infrastrukturo naftovodov s strani uporniških gverilcev v kolumbijskem oboroženem spopadu, je povzročila dolgoročno škodo okolju. Oborožene skupine tudi krčijo velike površine za gojenje nezakonitih pridelkov in odpirajo nedovoljene ceste na zavarovanih območjih.

## Ekstremne  točke
Snežišča in ledeniki v Kolumbiji so omejeni na najvišje vrhove in verige v Cordilleri Central in Cordillera Oriental ter nad 4700 metri nadmorske višine na Sierra Nevada de Santa Marta. Skupna površina snežišč in ledenikov je bila v zgodnjih 1970-ih ocenjena na približno 104 kvadratne kilometre.
Zgodovinski, geografski in slikovni zapisi kažejo na dosledno in postopno izčrpavanje ledenih in snežnih mas v kolumbijskih Andih od konca "male ledene dobe" v poznih 1800-ih. Številni ledeniki so izginili v 20. stoletju, drugi pa naj bi izginili v prihodnjih desetletjih.

## Podatki
Velikost zemljišča: skupaj: 1.138.910 km²
Kopenske meje: skupaj: 6672 km
Obala: 3208 km (Karibsko morje 1760 km, severni Tihi ocean 1448 km)
Izključna ekonomska cona: skupaj: 808.158 km²
Podnebje: tropsko vzdolž obale in vzhodnih ravnic; hladneje v visokogorju
Relief: ravne obalne nižine, srednje visokogorje, visoke Ande, vzhodne nižinske ravnice
Višinski ekstremi: 
- najnižja točka: Tihi ocean 0 m
- najvišja točka: Pico Cristobal Colon 5975 m (opomba: bližnji Pico Simon Bolivar ima enako nadmorsko višino)

Naravni viri: nafta, zemeljski plin, premog, železova ruda, nikelj, zlato, baker, smaragdi, hidroelektrarna
Raba zemljišč: 
- njive: 1,43 %
- trajni nasadi: 1,68 %
- ostalo: 96,89 % (2012)

Namakana zemljišča: 10.870 km² (2011)
Skupni obnovljivi vodni viri: 2132 km³ (2011)
Odvzem sladke vode (domači/industrijski/kmetijski): skupaj: 12,65 km³ (55 % / 4 % / 41 %) na prebivalca: 308 m³/leto (2010)
Naravne nevarnosti: visokogorje, ki je izpostavljeno vulkanskim izbruhom; občasni potresi; občasne suše
Okolje – mednarodni sporazumi: 
- pogodbenica: Pogodba o Antarktiki, Biotska raznovrstnost, Podnebne spremembe, Podnebne spremembe-Kjotski protokol, Dezertifikacija, Ogrožene vrste, Nevarni odpadki, Ohranjanje morskega življenja, Zaščita ozonske plasti, Onesnaževanje ladij, Tropski les 83, Tropsko močvirje 94, podpisana Mokrišča, vendar ne ratificirano: Pravo morja